# Мелилли
Мелилли (итал. Melilli) — коммуна в Италии, располагается в регионе Сицилия, подчиняется административному центру Сиракуза.
Население составляет 12 555 человек (на 2004 г.), плотность населения составляет 90 чел./км². Занимает площадь 136,03 км². Почтовый индекс — 96010. Телефонный код — 0931.
Покровителем населённого пункта считается святой Себастьян. Праздник ежегодно празднуется 3 мая.